# Deutsche Orientierungslaufmeisterschaften 2012
Die Deutschen Meisterschaften im Orientierungslauf 2012 fanden in vier Wettbewerben statt.
Der Zeitplan der Wettbewerbe sah wie folgt aus:
- 2. Juni 2012: Sprint in Wuppertal (Verband Westfalen)
- 1. September 2012: Mitteldistanz in Bernried (Verband Bayern)
- 15. September 2012: Staffel in Bad Kreuznach (Verband Rheinhessen)
- 6. Oktober 2012: Langdistanz in Walddrehna (Verband Berlin/Brandenburg)

## Sprint
Die 5. Deutsche Meisterschaft im Sprint-Orientierungslauf fand am 2. Juni 2012 in Wuppertal (Verband Westfalen) statt. Ausrichtender Verein war der TSC Eintracht Dortmund.
Bei den Herren gewann der Vorjahreszweite Christian Teich mit einem über einminütigen Vorsprung vor dem Titelverteidiger Alexander Lubina. Bei den Damen gewann Esther Doetsch, 2010 Dritte auf der Langdistanz.
| Platz | Athlet                               | Zeit      |
| ----- | ------------------------------------ | --------- |
| 1     | Christian Teich Planeta Radebeul     | 13:32 min |
| 2     | Alexander Lubina DJK Adler Bottrop   | 14:39 min |
| 3     | Sören Lösch USV Jena                 | 14:42 min |
| 4     | Robert Krüger Planeta Radebeul       | 14:45 min |
| 5     | Matthias Kretzschmar Post SV Dresden | 14:52 min |
| 6     | Christoph Prunsche TuS Lübbecke      | 15:11 min |
| 7     | Sebastian Bergmann SV TU Ilmenau     | 15:13 min |
| 8     | Sören Riechers Bielefelder TG        | 15:23 min |

| Platz | Athlet                           | Zeit      |
| ----- | -------------------------------- | --------- |
| 1     | Esther Doetsch DJK Adler Bottrop | 16:48 min |
| 2     | Susen Lösch USV Jena             | 17:05 min |
| 3     | Josephine Greiner TSV Grünwald   | 17:51 min |
| 4     | Anna Reinhardt USV TU Dresden    | 17:52 min |
| 5     | Jenny Seib TK Hannover           | 18:16 min |
| 6     | Christiane Tröße SV TU Ilmenau   | 18:20 min |
| 7     | Anke von Gaza OLV Uslar          | 18:32 min |
| 8     | Myrea Schröter OSC Kassel        | 18:41 min |

## Mitteldistanz
Die deutschen Meisterschaften im Mitteldistanz-Orientierungslauf fanden am 1. September 2012 in Grandsberg bei Bernried (Niederbayern) statt. Ausrichtender Verein war der SV Mietraching.
Die Titel sicherten sich Bjarne Friedrichs bei den Herren und mit einem über fünfminütigen Vorsprung Monika Depta bei den Damen.
| Platz | Athlet                                | Zeit      |
| ----- | ------------------------------------- | --------- |
| 1     | Bjarne Friedrichs MTV Seesen          | 41:03 min |
| 2     | Christoph Brandt SSV Planeta Radebeul | 43:36 min |
| 3     | Sören Lösch USV Jena                  | 43:50 min |
| 4     | Christian Teich SSV Planeta Radebeul  | 43:59 min |
| 5     | Robert Krüger SSV Planeta Radebeul    | 44:26 min |
| 6     | Ingo Horst TV 1898 Alsbach            | 46:48 min |
| 7     | Wieland Kundisch USV TU Dresden       | 46:59 min |
| 8     | Karsten Leideck USV TU Dresden        | 48:04 min |

| Platz | Athlet                                    | Zeit      |
| ----- | ----------------------------------------- | --------- |
| 1     | Monika Depta OLG Siegerland               | 41:37 min |
| 2     | Anne Kunzendorf Gundelfinger Turnerschaft | 47:12 min |
| 3     | Christiane Tröße SV TU Ilmenau            | 49:01 min |
| 4     | Gunda Fischer OLV Weimar                  | 50:05 min |
| 5     | Brit Horst TV 1898 Alsbach                | 50:19 min |
| 6     | Myrea Schröter OSC Kassel                 | 50:46 min |
| 7     | Josephine Greiner TSV Grünwald            | 50:56 min |
| 8     | Birgit Kern SV Baindt                     | 51:15 min |

## Langdistanz
Die deutschen Meisterschaften im Langdistanz-Orientierungslauf fanden am 6. Oktober 2012 bei Walddrehna (Verband Berlin/Brandenburg) statt. Ausrichtender Verein war der USV TU Dresden.
| Platz | Athlet                               | Zeit      |
| ----- | ------------------------------------ | --------- |
| 1     | Sören Lösch USV Jena                 | 1:29:45 h |
| 2     | Christian Teich SSV Planeta Radebeul | 1:32:18 h |
| 3     | Bjarne Friedrichs MTV Seesen         | 1:35:05 h |
| 4     | Robert Krüger SSV Planeta Radebeul   | 1:35:33 h |
| 5     | Sebastian Bergmann SV TU Ilmenau     | 1:36:31 h |
| 6     | Matthias Kretzschmar Post SV Dresden | 1:44:30 h |
| 7     | Ed Nash SV Turbine Neubrandenburg    | 1:46:29 h |
| 8     | Sören Riechers Bielefelder TG        | 1:46:55 h |

| Platz | Athlet                                | Zeit      |
| ----- | ------------------------------------- | --------- |
| 1     | Christiane Tröße SV TU Ilmenau        | 1:17:52 h |
| 2     | Gunda Fischer OLV Weimar              | 1:27:14 h |
| 3     | Janeta Turka TUS Karlsruhe-Rüppurr    | 1:30:35 h |
| 4     | Katrin Lorenz-Baath TSV Grünwald      | 1:34:24 h |
| 5     | Ieva Grahl SSV Planeta Radebeul       | 1:35:03 h |
| 6     | Elisabeth Ansorge SV Robotron Dresden | 1:35:33 h |
| 7     | Anne Heinemann SV Robotron Dresden    | 1:36:14 h |
| 8     | Myrea Schröter OSC Kassel             | 1:38:09 h |

## Staffel
Die deutschen Meisterschaften im Staffel-Orientierungslauf fanden am 15. September 2012 bei Bad Kreuznach (Verband Rheinhessen) statt. Ausrichtender Verein waren die OLF Mainz.
| Platz | Athlet                                                                     | Zeit      |
| ----- | -------------------------------------------------------------------------- | --------- |
| 1     | SSV Planeta Radebeul Christoph Brandt, Robert Krüger, Christian Teich      | 2:25:34 h |
| 2     | Post SV Dresden Freddy Burghardt, Janek Leibiger, Matthias Kretzschmar     | 2:39:07 h |
| 3     | USV TU Dresden Karsten Leideck, Gatis Caics, Wieland Kundisch              | 2:41:04 h |
| 4     | USV TU Dresden 2 Florian Flechsig, Tomi Kääriäinen, Anatolij Zelenin       | 2:45:36 h |
| 5     | SV TU Ilmenau Florian Bergmann, Sebastian Bergmann, Bjarne Friedrichs      | 2:46:24 h |
| 6     | USV Jena Christian Dienemann, Georg Zentgraf, Sören Lösch                  | 2:47:30 h |
| 7     | MTK Bad Harzburg Eike Bruns, Christoph Hofmeister, Patrick Hofmeister      | 2:47:37 h |
| 8     | Gundelfinger Turnerschaft Andreas Kunzendorf, Max Gaedtke, Immanuel Berger | 2:56:16 h |

| Platz | Athlet                                                                    | Zeit      |
| ----- | ------------------------------------------------------------------------- | --------- |
| 1     | SV Mietraching Birgit Kern, Maria Lange, Anna Biller                      | 2:03:31 h |
| 2     | Gundelfinger Turnerschaft Charlotte Murmann, Judith Pfleger, Meike Jaeger | 2:06:20 h |
| 3     | USV TU Dresden Corinna Nieke, Cornelia Eckardt, Anna Reinhardt            | 2:06:35 h |
| 4     | Skizunft Wiesbaden Silke Heyser-Ebbecke, Jennifer Warg, Vera Müllerová    | 2:12:22 h |
| 5     | DJK Adler Bottrop Esther Doetsch, Grete Schönebeck, Linda Beckmann        | 2:17:42 h |
| 6     | Post SV Dresden Jitka Kraemer, Julia Neelmeijer, Dorothea Müller          | 2:17:57 h |
| 7     | USV Jena Marie Winkler, Lisa Müller, Friederike Graumann                  | 2:19:08 h |
| 8     | MTK Bad Harzburg Josephine Greiner, Rieke Bruns, Resi Rathmann            | 2:21:27 h |